# Hydnocarpus pentandrus
Hydnocarpus pentandrus là một loài thực vật có hoa trong họ Achariaceae. Loài này được (Buch.-Ham.) Oken mô tả khoa học đầu tiên năm 1841.

## Hình ảnh

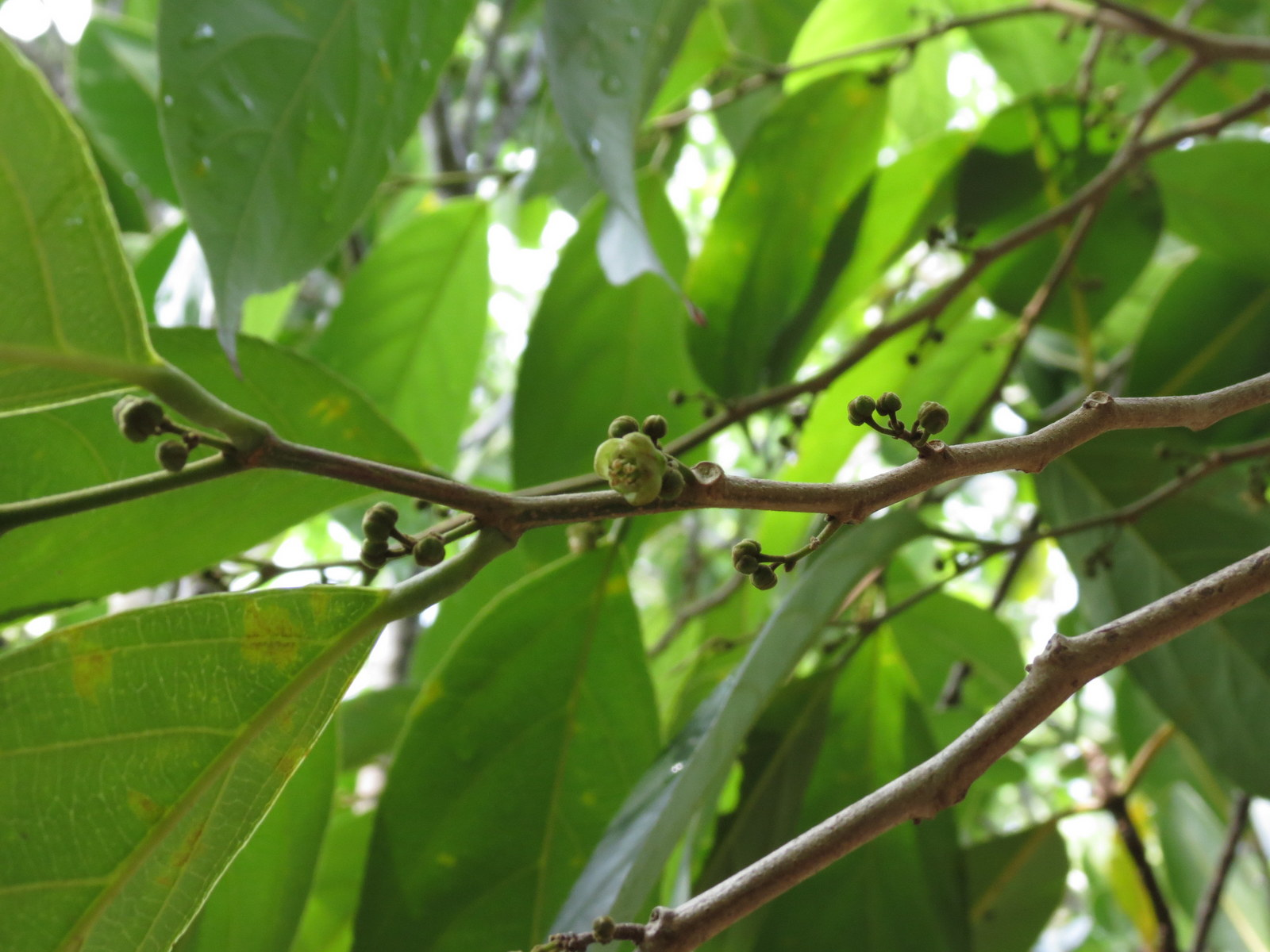
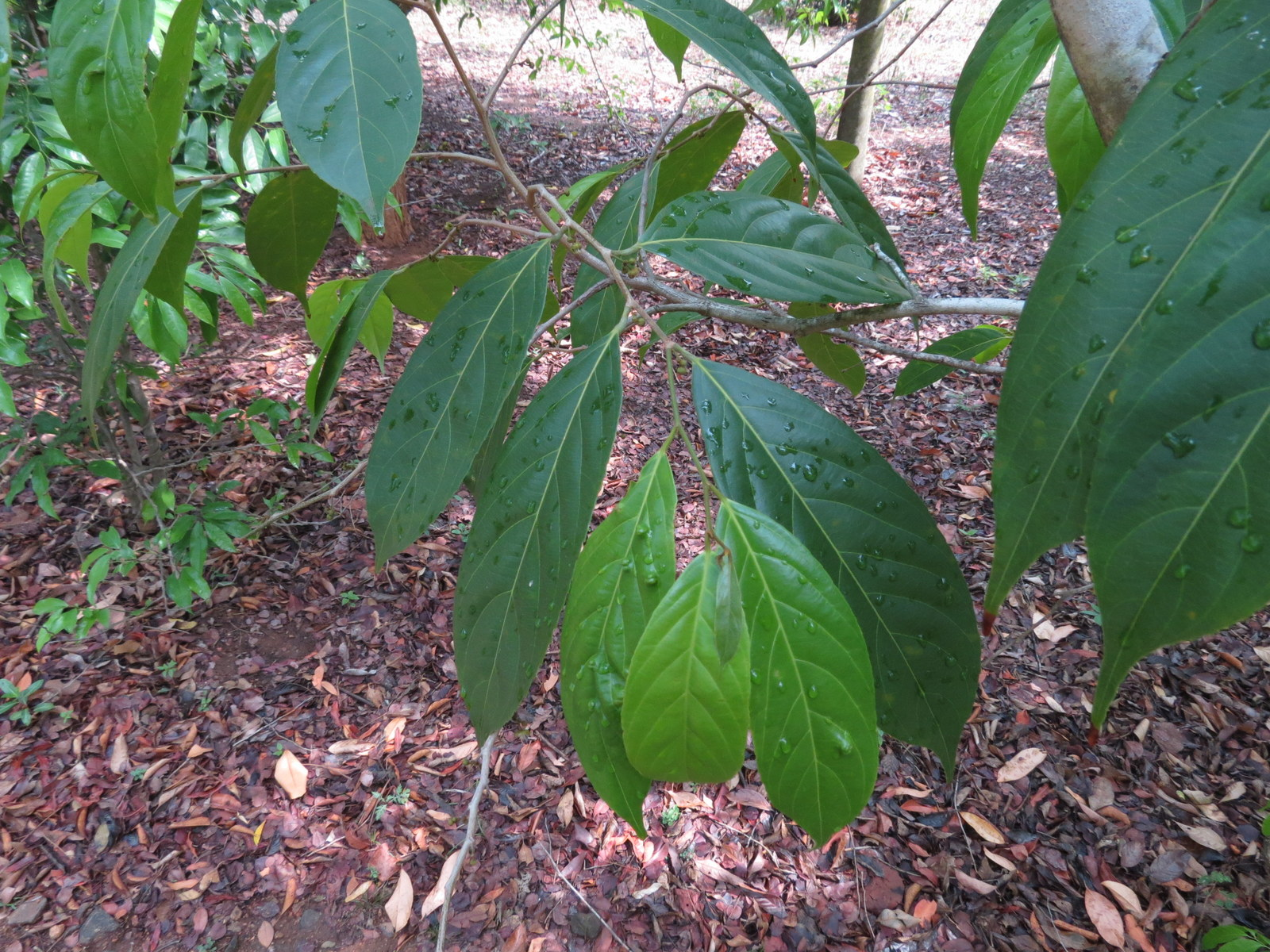
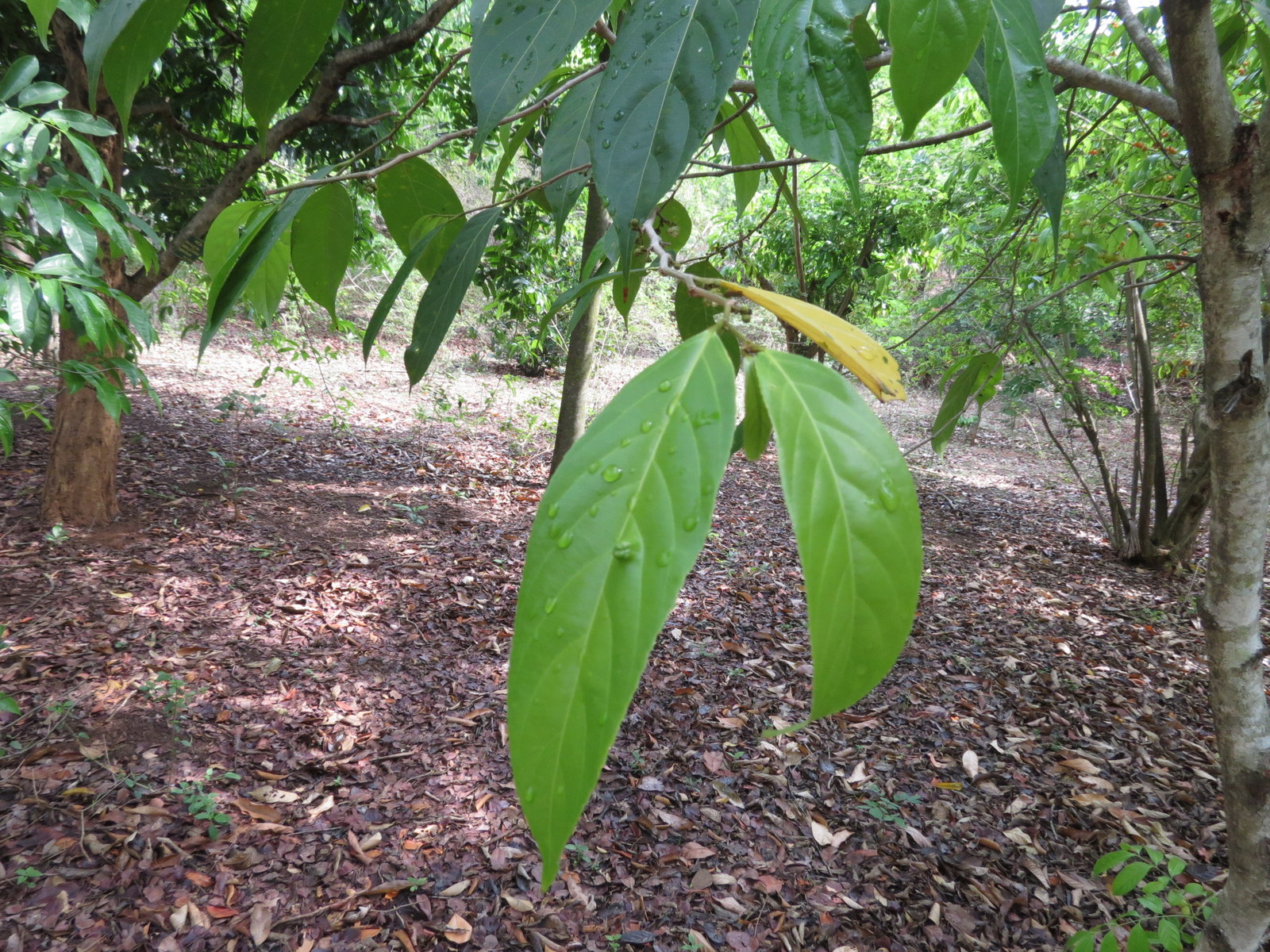
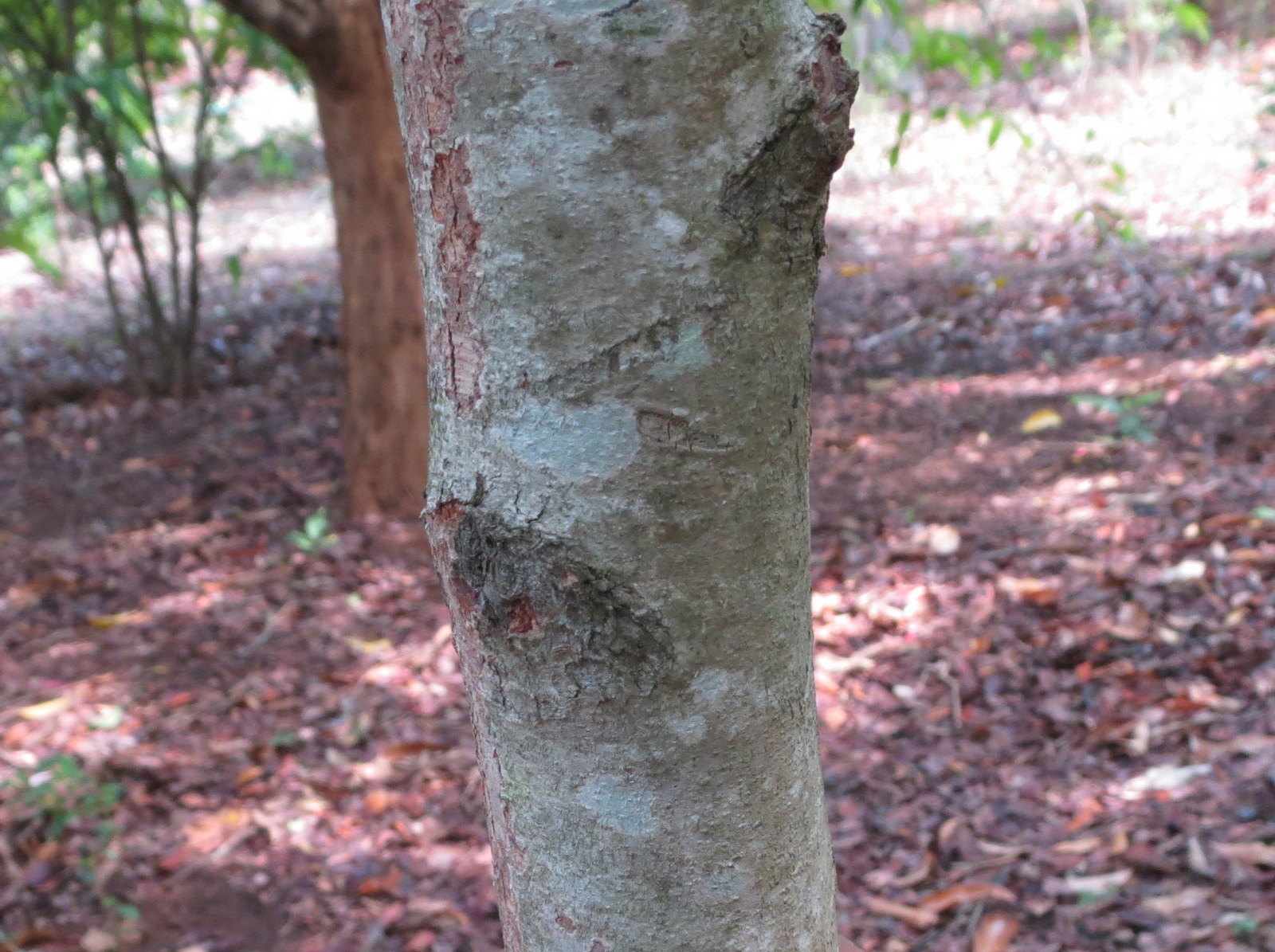